# Process (album de Sampha)
 (février 2019).
Si vous disposez d'ouvrages ou d'articles de référence ou si vous connaissez des sites web de qualité traitant du thème abordé ici, merci de compléter l'article en donnant les références utiles à sa vérifiabilité et en les liant à la section « Notes et références ».
Albums de Sampha
Dual
(2013)
Singles
1. Timmy's Prayer
Sortie : 17 mai 2016
2. Blood on Me
Sortie : 26 août 2016
3. (No One Knows Me) Like the Piano
Sortie : 12 janvier 2017

Process est le premier album studio de Sampha, sorti le 3 février 2017 sur le label indépendant Young Turks. Il est récompensé du Mercury Prize en 2017. L'album sera classé septième des ventes d'album au Royaume-Uni

## Liste des pistes
Toutes les chansons sont écrites et composées par Sampha Sisay, excepté Timmy's Prayer, écrite par Sisay et Kanye West.
| 1.    | Plastic 100°C                    | 5:16 |
| 2.    | Blood on Me                      | 4:06 |
| 3.    | Kora Sings                       | 4:17 |
| 4.    | (No One Knows Me) Like the Piano | 3:38 |
| 5.    | Take Me Inside                   | 2:18 |
| 6.    | Reverse Faults                   | 4:13 |
| 7.    | Under                            | 4:41 |
| 8.    | Timmy's Prayer                   | 4:23 |
| 9.    | Incomplete Kisses                | 3:53 |
| 10.   | What Shouldn't I Be?             | 3:32 |
| 40:17 |                                  |      |

| Bonus version japonaise | Bonus version japonaise | Bonus version japonaise | Bonus version japonaise | Bonus version japonaise | Bonus version japonaise | Bonus version japonaise | Bonus version japonaise | Bonus version japonaise | Bonus version japonaise |
| No                      | Titre                   | Durée                   |                         |                         |                         |                         |                         |                         |                         |
| ----------------------- | ----------------------- | ----------------------- | ----------------------- | ----------------------- | ----------------------- | ----------------------- | ----------------------- | ----------------------- | ----------------------- |
| 11.                     | In-Between and Overseas | 3:27                    |                         |                         |                         |                         |                         |                         |                         |
| 12.                     | Answer                  | 4:27                    |                         |                         |                         |                         |                         |                         |                         |
| 13.                     | Too Much                | 3:01                    |                         |                         |                         |                         |                         |                         |                         |
| 14.                     | Happens                 | 5:07                    |                         |                         |                         |                         |                         |                         |                         |
| 15.                     | Without                 | 3:47                    |                         |                         |                         |                         |                         |                         |                         |
| 16.                     | Indecision              | 4:24                    |                         |                         |                         |                         |                         |                         |                         |
| 64:30                   |                         |                         |                         |                         |                         |                         |                         |                         |                         |